# Inkarnat-Klee
Der Inkarnat-Klee (Trifolium incarnatum), auch Blutklee, Rosenklee oder Italienischer Klee genannt, ist eine Pflanzenart aus der Gattung Klee (Trifolium), die zur Unterfamilie Schmetterlingsblütler (Faboideae) der Pflanzenfamilie der Hülsenfrüchtler (Fabaceae) gehört. Sein ursprüngliches Verbreitungsgebiet befindet sich im westlichen Mittelmeerraum und in Südeuropa. Der Inkarnat-Klee wird zur Futtergewinnung angebaut.

## Beschreibung

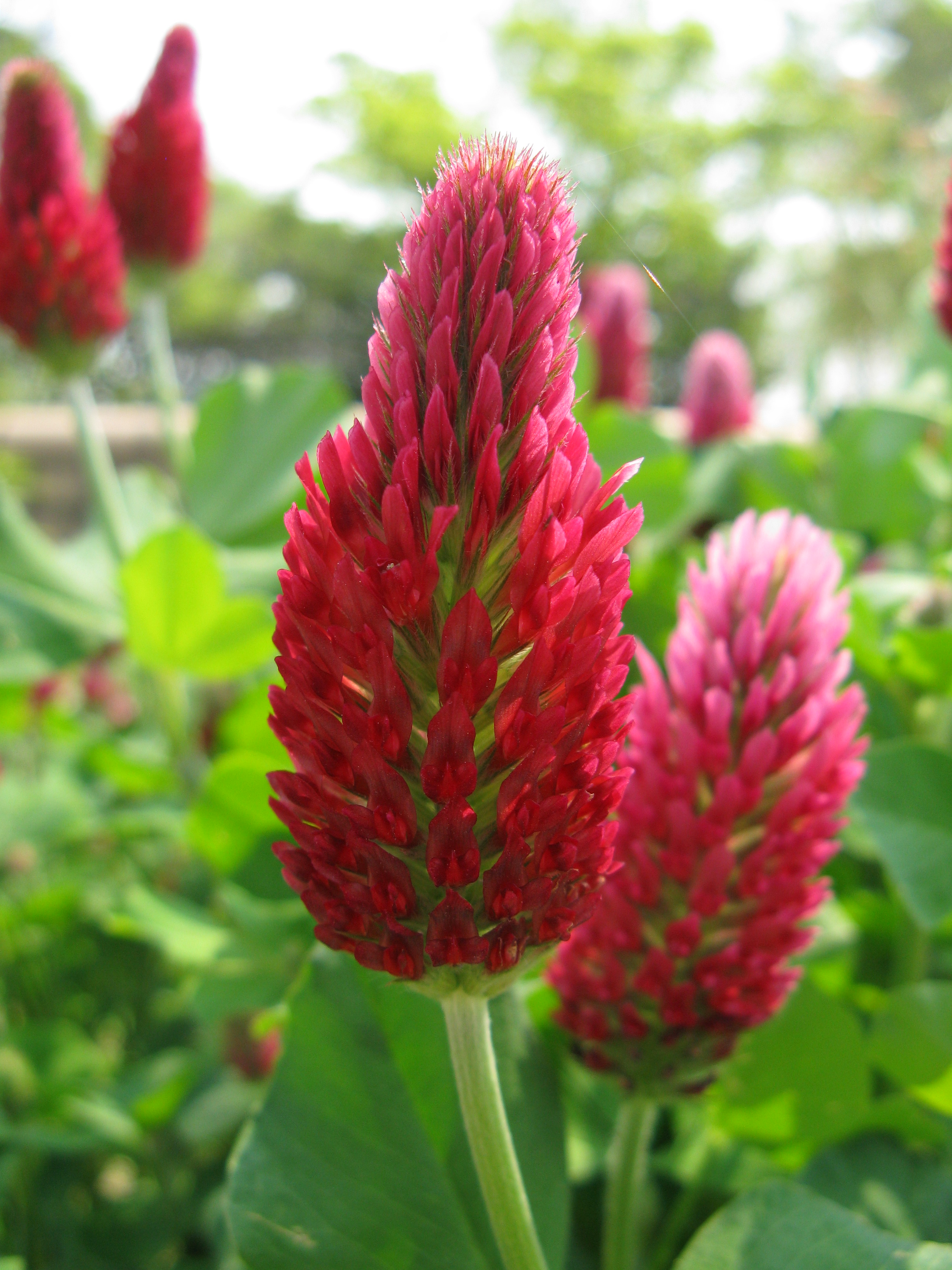
Blütenstand

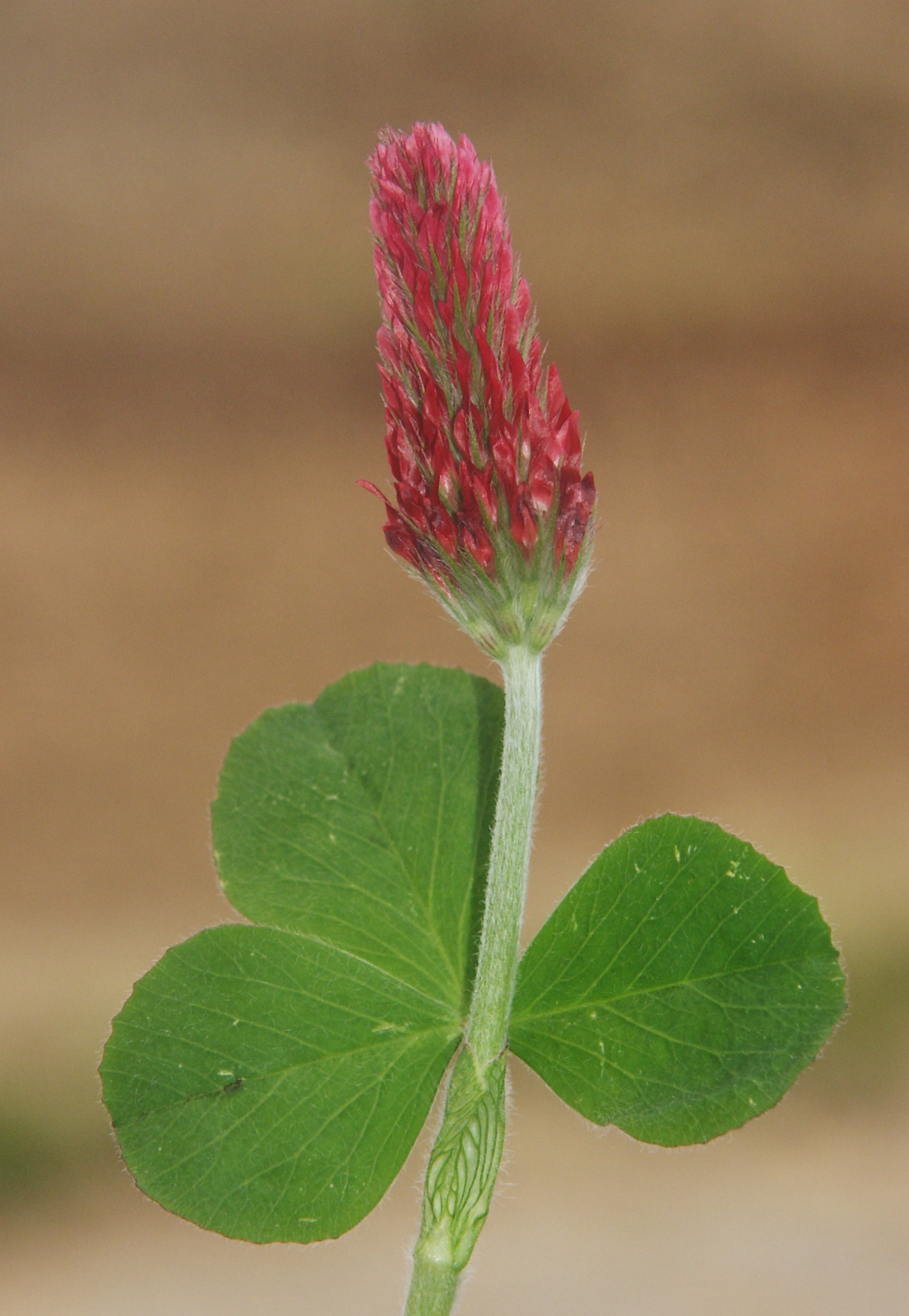
Inkarnat-Klee (Trifolium incarnatum) vor dem Aufblühen

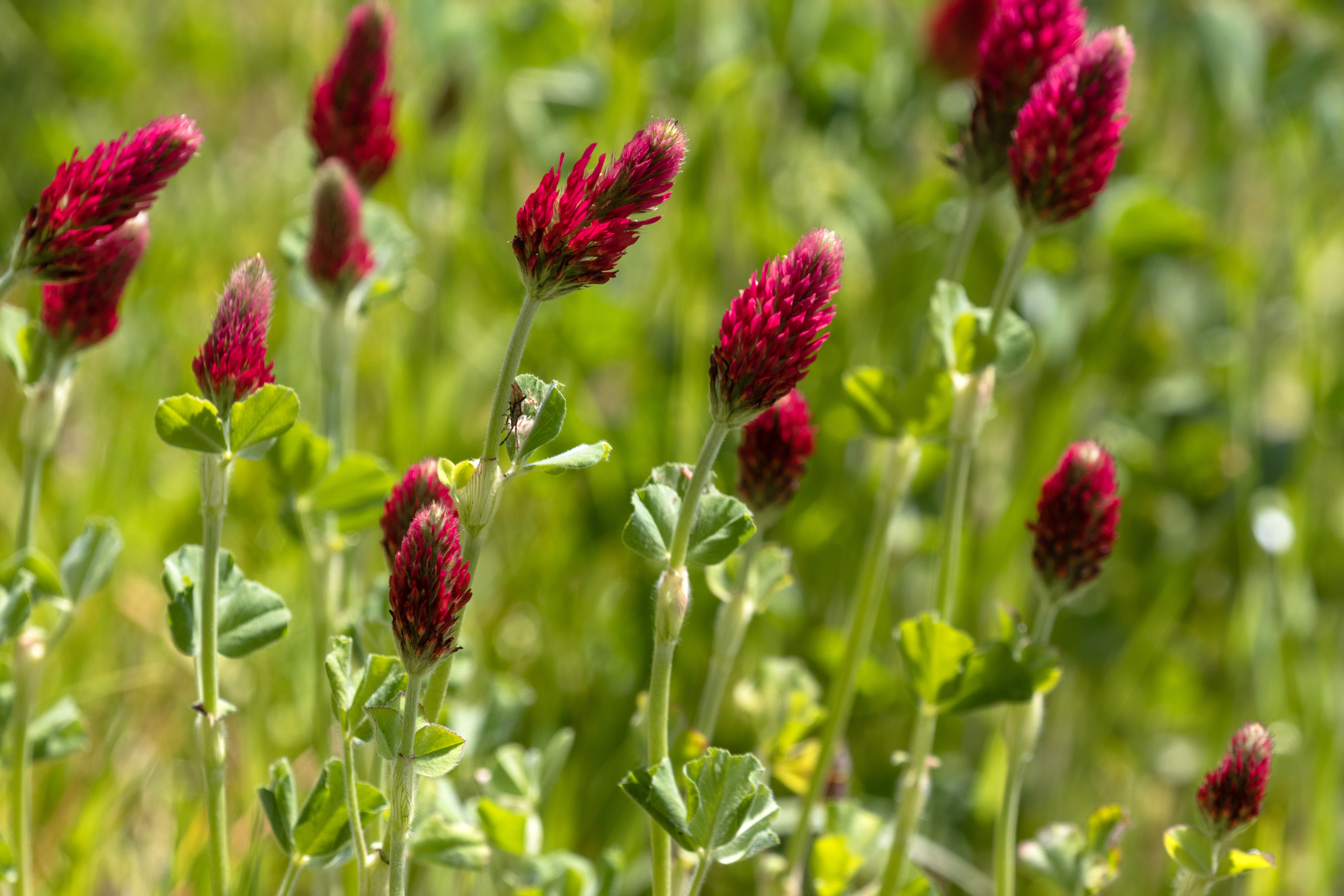
Inkarnat-Klee, Vorkommen im Altmühltal

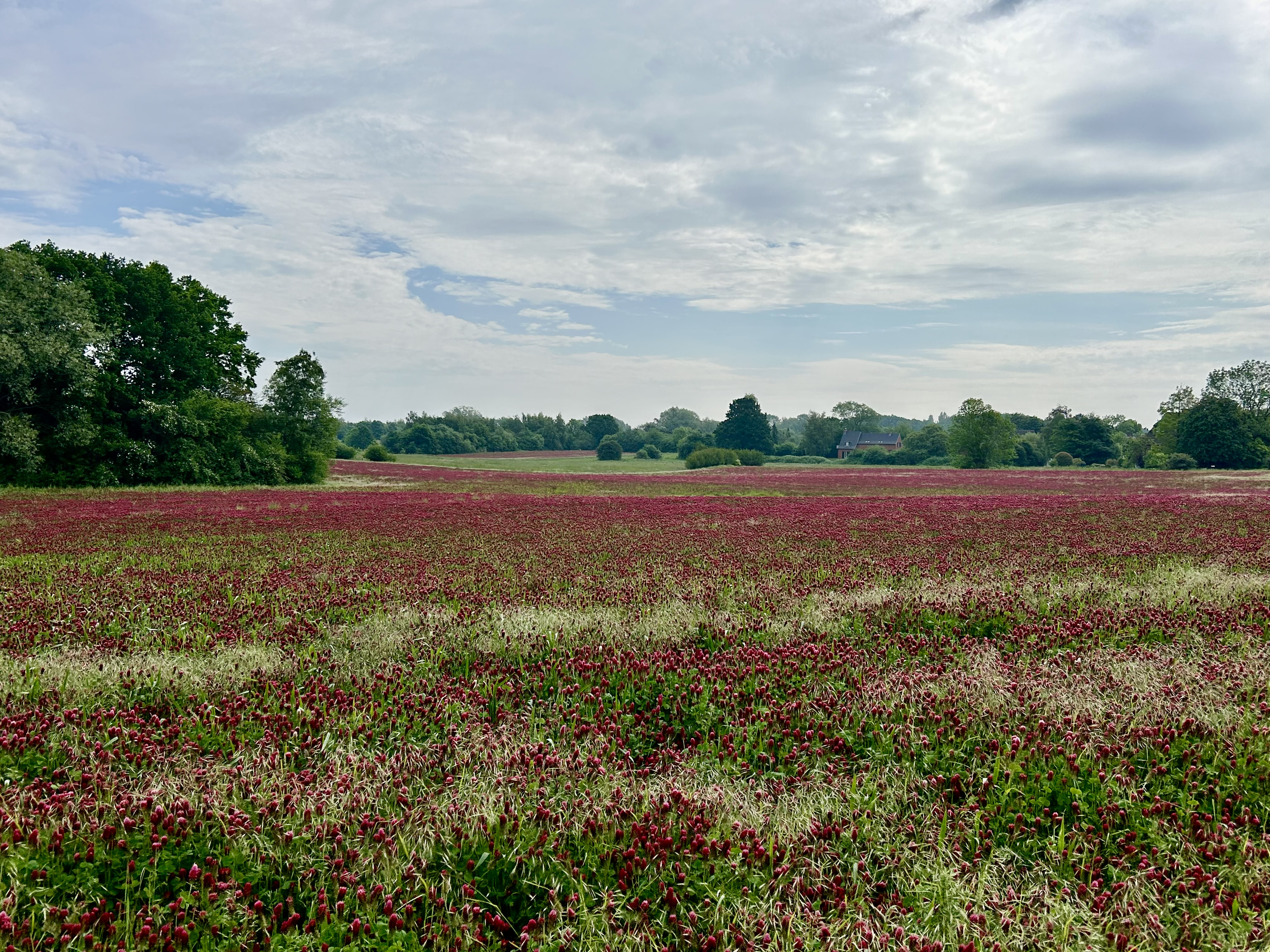
Blutkleefeld bei Travemünde

### Erscheinungsbild und Blatt
Der Inkarnat-Klee ist eine überwinternd einjährige (winterannuelle), krautige Pflanze, die Wuchshöhen von zwischen 20 und 50 Zentimeter erreicht. Die abstehenden oder angelegt zottig behaarten Stängel sind aufrecht oder aufsteigend und selten, aber höchstens spärlich verzweigt.
Die wechselständig und spiralig am Stängel angeordneten Laubblätter sind in Blattstiel und Blattspreite gegliedert. Der Blattstiel ist 4,5 bis 17,4 Zentimeter lang. Die Blattspreite ist für eine Klee-Art recht groß und dreiteilig. Die behaarten Fiederblättchen sind bei einer Länge von 1 bis 2 Zentimetern sowie einer Breite von 1 bis 1,5 Zentimetern verkehrt-eiförmig mit kurzer keilförmiger Basis. Die Ränder der Fiederblättchen sind leicht gezähnt, die Spitze ist abgerundet oder leicht gekerbt. Die unteren sind lang gestielt. Die häutchenartigen Nebenblätter setzen sich im unteren Teil wie eine Blattscheide fort und sind mit den Blattstielen auf dreifünftel ihrer Länge verwachsen; der freie Teil ist grün oder purpurn, eiförmig, gezähnt, gerippt und abstehend behaart.

### Generative Merkmale
Die Blütezeit reicht von Mai bis August. Die endständigen, ährigen Blütenstände sind länglich, 2 bis 6 Zentimeter lang und 1 bis 1,5 Zentimeter breit. In der Fruchtreife verlängert sich der Blütenstand und der Stängel verdickt sich direkt darunter.
Die zwittrige Blüte ist zygomorph und fünfzählig mit doppelter Blütenhülle. Die fünf röhrig verwachsenen Kelchblätter sind etwa 0,8 bis 1 Zentimeter lang und abstehend, lang behaart. Der Kelch ist zehnnervig mit linealischen, gleichmäßigen, lang borstigen Zähnen. Die Kelchzähne sind bis zweimal so lang wie die Kelchröhre. Die fünf roten oder rosa-, selten cremefarbenen Kronblätter sind teils verwachsen. Die Blütenkrone besitzt die typische Form der Schmetterlingsblüte und ist mit einer Länge von 1 bis 1,4 Zentimeter gewöhnlich länger als der Kelch. Die Fahne ist deutlich länger als Schiffchen sowie Flügel und ist lang-elliptisch mit scharfer Spitze. Von den zehn fertilen Staubblättern sind neun verwachsen. Das einzige oberständige Fruchtblatt enthält ein bis zwölf Samenanlagen.
Bei der Fruchtreife öffnet sich der Kelch, die Kelchröhre wird von einem verdickten Ring eingeschnürt und die Kelchzähne ragen auseinander. Es bildet sich eine einsamige, eiförmige, häutchenartige Hülsenfrucht mit knorpelähnlicher Spitze, die eine Länge von 2 bis 2,5 mm und eine Breite von 1 bis 1,5 mm aufweist. Der gelblich-grüne, eiförmige Same weist einen Durchmesser von etwa 2 Millimeter auf. Das Saatgewicht beträgt zwischen 310.000 und 330.000 Samen pro Kilogramm.

### Chromosomenzahl
Die Chromosomenzahl beträgt 2n = 14.

## Vorkommen
Der Inkarnat-Klee ist ein vorwiegend westmediterranes Florenelement. Sein natürliches Verbreitungsgebiet reicht von Portugal, Spanien und Frankreich über Italien bis zur Balkanhalbinsel und der Türkei. Er wurde ursprünglich beiderseits der Pyrenäen, eventuell auch in Norditalien, in Kultur genommen. Heute wird der Inkarnat-Klee in Europa nordwärts bis Großbritannien und ostwärts bis zur Ukraine sowie in der Neuen Welt und in Australien angebaut. Durch den Einsatz als Futterpflanze gibt es weltweit viele neophytische Vorkommen.
Der Inkarnat-Klee kommt in Mitteleuropa in Gegenden ohne ausgeprägte Frühjahrsfröste vor. Er wird in Mitteleuropa in Gegenden mit warmem, trockenem Frühjahr gelegentlich feldmäßig als Silofutter angebaut, und er kann dann verwildern; eingebürgert scheint er in Mitteleuropa nur in Niederösterreich und im Burgenland zu sein, wenngleich er in Süddeutschland, vor allem im Oberrheingebiet, im Donautal und Altmühltal immer wieder gefunden wird. Der Anbau des Inkarnat-Klees ist in Mitteleuropa in den letzten Jahrzehnten rückläufig.
Inkarnat-Klee findet sich auf Äckern, Weiden, Wiesen und an Straßenrändern. Der Inkarnat-Klee gedeiht am besten auf lockeren, etwas lehmigen Sandböden, er geht aber auch auf steinige Lehmböden.

## Systematik
Die Erstveröffentlichung von Trifolium incarnatum erfolgte 1753 durch Carl von Linné in Species Plantarum Band 2 Seite 769. Die Art Trifolium incarnatum gehört zur Untersektion Stellata aus Sektion Trifolium in der Gattung Trifolium.
Von Trifolium incarnatum wurden zwei Varietäten beschrieben:
- Trifolium incarnatum L. var. incarnatum: Die Sprossachse ist stämmig, die Blütenköpfe dicht, mit blutroter, selten weißer Krone, die ebenso lang wie der Kelch ist. Die ökologischen Zeigerwerte nach Landolt et al. 2010 sind für Trifolium incarnatum subsp. incarnatum in der Schweiz: Feuchtezahl F = 2w (mäßig trocken aber mäßig wechselnd), Lichtzahl L = 4 (hell), Reaktionszahl R = 3 (schwach sauer bis neutral), Temperaturzahl T = 4+ (warm-kollin), Nährstoffzahl N = 4 (nährstoffreich), Kontinentalitätszahl K = 2 (subozeanisch), Salztoleranz 1 = tolerant.[5]
- Trifolium incarnatum var. molinerii (Balb. ex Hornem.) Ces.: Die Sprossachse ist schwach, die Blütenköpfe relativ locker, die Haare an Sprossachse und Blattstielen sind üblicherweise angelegt, mit cremegelber, selten rosa gefärbter Krone, die deutlich länger als der Kelch ist. Sie kommt in Europa ursprünglich in Spanien, Frankreich, Großbritannien, Italien, im früheren Jugoslawien, Bulgarien, Rumänien und auf der Krim vor.[6]

## Ökologie
Der Inkarnat-Klee wurzelt bis 30 Zentimeter tief.

## Nutzung
Inkarnat-Klee spielt eine Rolle als Futtermittel. Er kann sowohl als Winter- wie auch als Sommerzwischenfrucht eingesetzt werden und ist sowohl als Futterpflanze, wie auch als Gründüngung oder zum Erosionsschutz geeignet. Vor allem wenn er als Winterzwischenfrucht angebaut wird, lassen sich zwischen 30 und 45 Dezitonnen Trockenmasse Inkarnat-Klee pro Hektar ernten.
Bedeutsam ist diese Art vor allem als Bestandteil des Landsberger Gemenges. Diese Mischung kann sowohl beweidet werden als auch als Silage verfüttert werden.
Auch für den Menschen ist Inkarnat-Klee essbar. Der geröstete Samen eignet sich gut in Salaten.
Honigbienen nutzen den Inkarnatklee als Trachtpflanze. Der Zuckergehalt seines Nektars beträgt 31–38 %, jede einzelne Blüte produziert täglich 0,03–0,07 mg Zucker.

## Gefährdung
Die IUCN listet diese Art aufgrund ihrer weiten Verbreitung als Least Concern, das heißt nicht gefährdet, ein.